# Bangkok United FC
Bangkok United FC (thai: สโมสรฟุตบอลแบงค็อก ยูไนเต็ด) är en professionell fotbollsklubb i Bangkok i Thailand. Den hette Bangkok University FC fram till 2009. 2010 åkte man ur Thailands högstadivision, fyra år efter att man 2006 vann första ligatiteln.